# Wietsche
Wietsche ist eine Hofschaft in der Stadt Leichlingen (Rheinland) im Rheinisch-Bergischen Kreis.

## Lage und Beschreibung
Wietsche liegt südlich des Leichlinger Zentrums im Tal des Murbachs, der zugleich die Grenze zu Leverkusen bildet. Nachbarorte sind Wietschermühle, Sonne, Balken und Hasensprung auf Leichlinger und Neuenkamp und Pattscheid auf Leverkusener Stadtgebiet.
Überregional bekannt ist Wietsche aufgrund des Skulpturenparks SinnesWald.

## Geschichte
Wietsche wurde erstmals 1287 als Withse urkundlich erwähnt, 1590 als in den Witschen. Der Name leitet sich von einem alten Gewässernamen des Murbachs ab, wie auch die Namen der Burscheider Orte Ober- und Unterwietsche im Oberlauf des Wersbachs, dem größten Zufluss des Murbachs. Die Etymologie des Gewässernamens ist *Wítisa bzw. *Hwítisa, Stammwort zu as. hwît, ahd. (h)wîz (= weiß).
Die Karte Topographia Ducatus Montani aus dem Jahre 1715 zeigt die Hofschaft mit drei Höfen unter dem Namen Wischen. Im 18. Jahrhundert gehörte der Ort zum Kirchspiel Leichlingen im bergischen Amt Miselohe. Die Topographische Aufnahme der Rheinlande von 1824 verzeichnet den Hof als Wietsche, die Preußische Uraufnahme von 1844 als Witsche.
1815/16 besaß der Ort 86 Einwohner. 1832 gehörte Wietsche der Bürgermeisterei Leichlingen an. Der laut der Statistik und Topographie des Regierungsbezirks Düsseldorf als Dorfschaft kategorisierte Ort besaß zu dieser Zeit 19 Wohnhäuser, zwei Fabriken bzw. Mühlen und 23 landwirtschaftliche Gebäude. Zu dieser Zeit lebten 105 Einwohner im Ort, davon 33 katholischen und 72 evangelischen Glaubens.
Im Gemeindelexikon für die Provinz Rheinland werden 1885 21 Wohnhäuser mit 102 Einwohnern angegeben. 1895 besitzt der Ort 23 Wohnhäuser mit 110 Einwohnern, 1905 20 Wohnhäuser und 90 Einwohner.

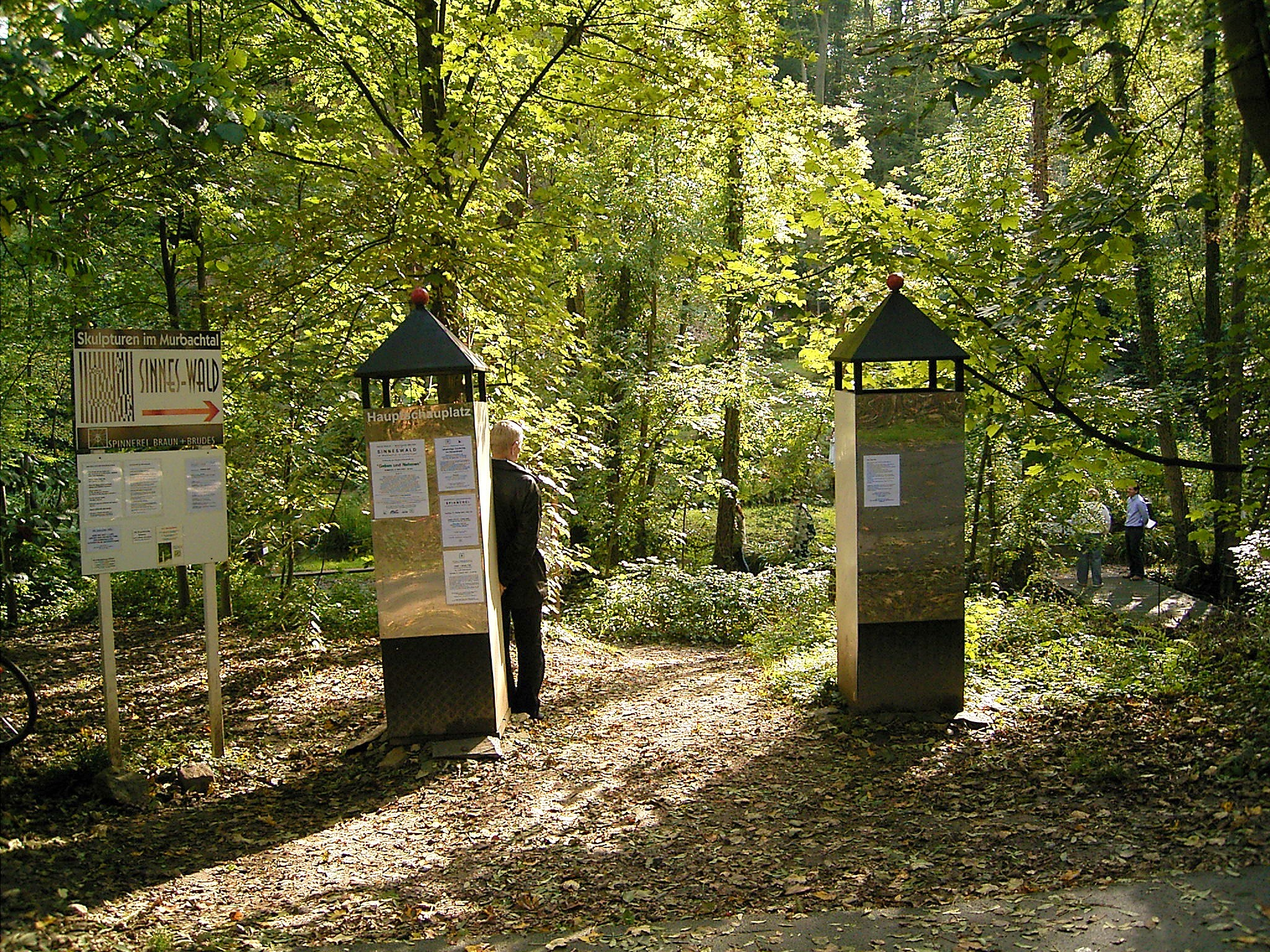
Skulpturenpark Sinneswald
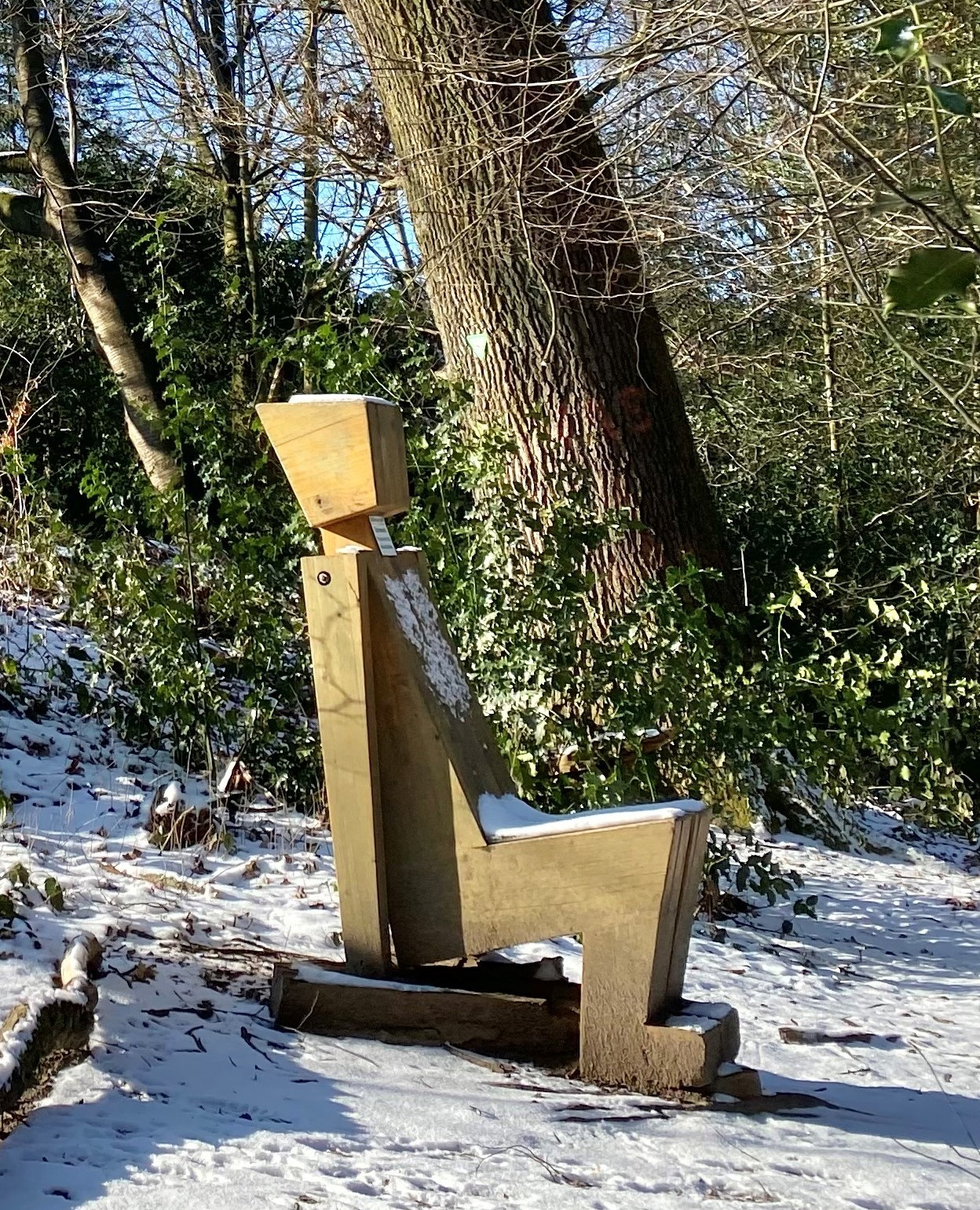
Im Sinnenwald
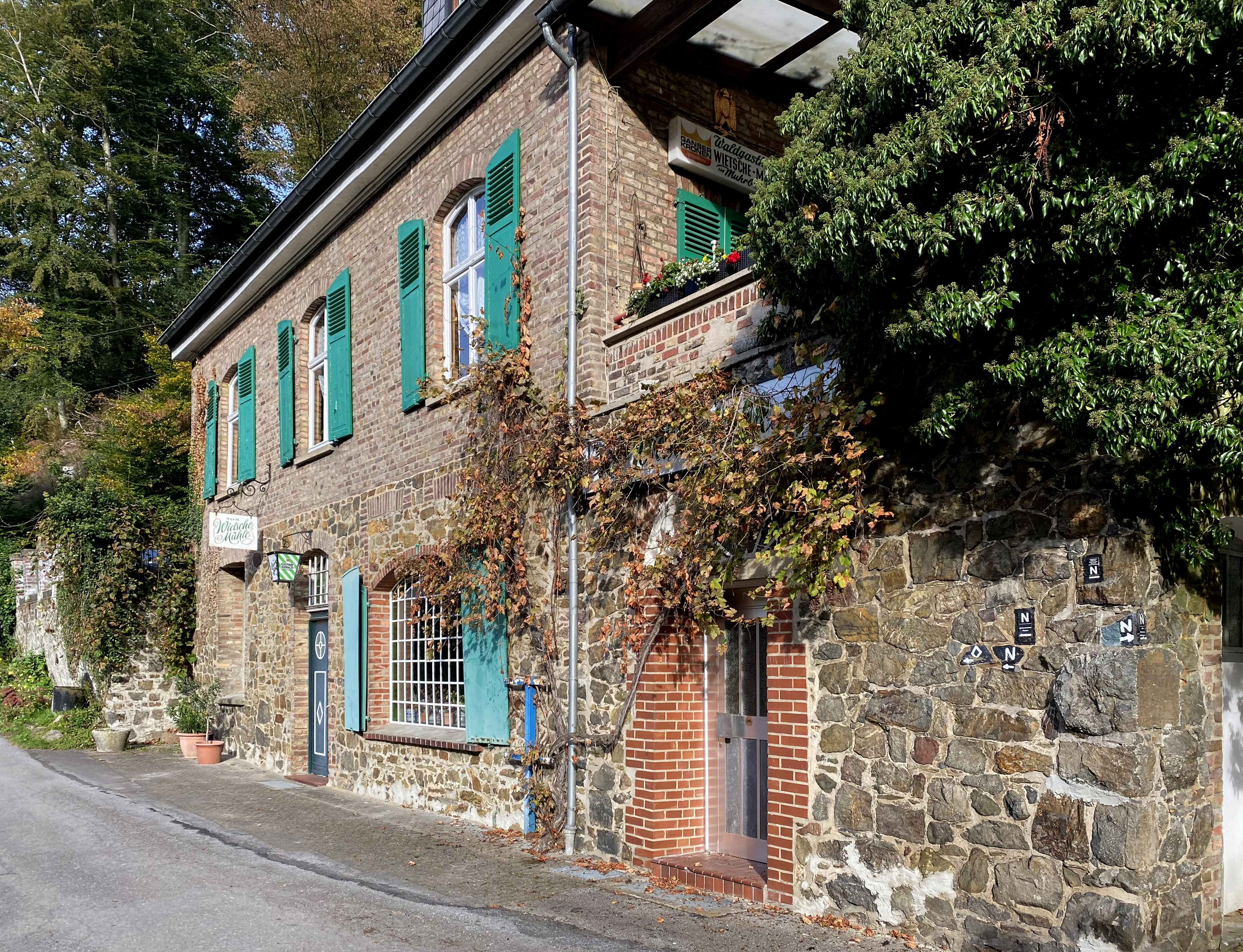
Wietscher Mühle
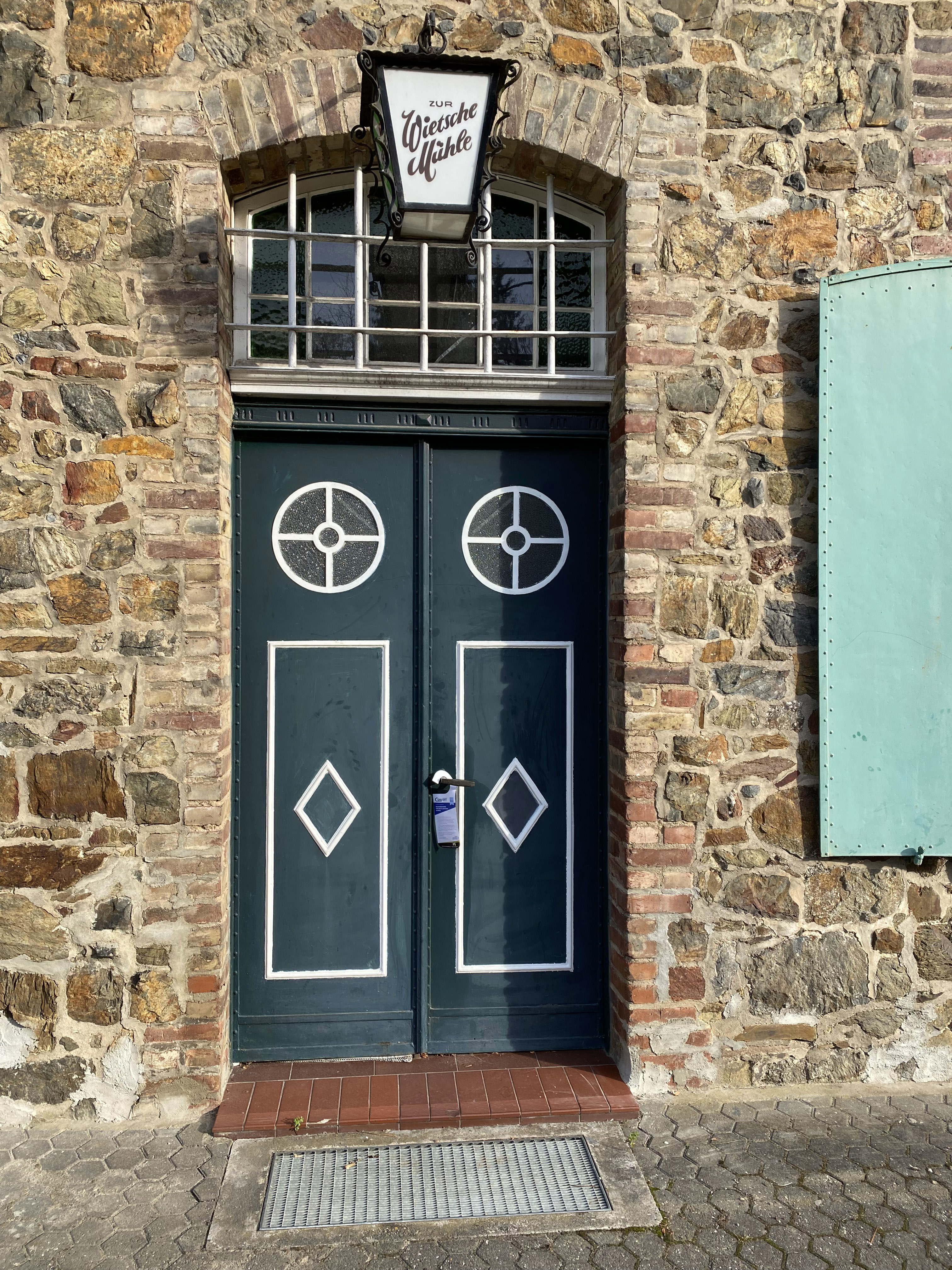
Haustüre der Wietscher Mühle
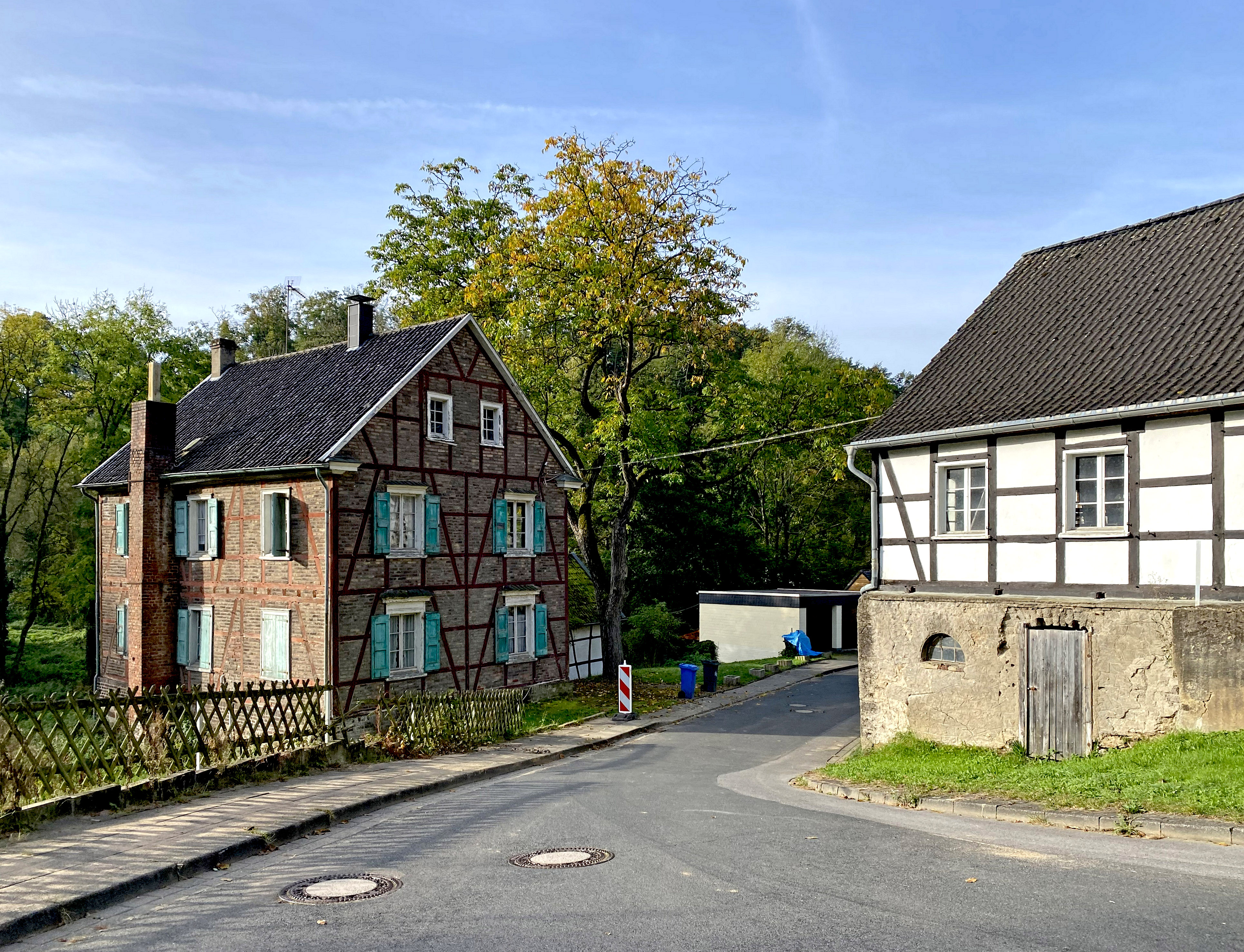
Straßengabelung in Wietsche